# Estouches
Estouches  [ɛst̪uʃ] je francouzská obec v departementu Essonne, v regionu Île-de-France, 63 kilometrů jihozápadně od Paříže. Její jméno vzniklo z  Es Touches , znamenající v lese.

## Geografie
Sousední obce: Saint-Cyr-la-Rivière, Arrancourt, Sermaises, Méréville, Autruy-sur-Juine a Pannecières.

## Vývoj počtu obyvatel
Počet obyvatel